# Tricypha nigrescens
Tricypha nigrescens är en fjärilsart som beskrevs av Rothschild 1909. Tricypha nigrescens ingår i släktet Tricypha och familjen björnspinnare. Inga underarter finns listade i Catalogue of Life.